# Horas de Isabel Estuardo

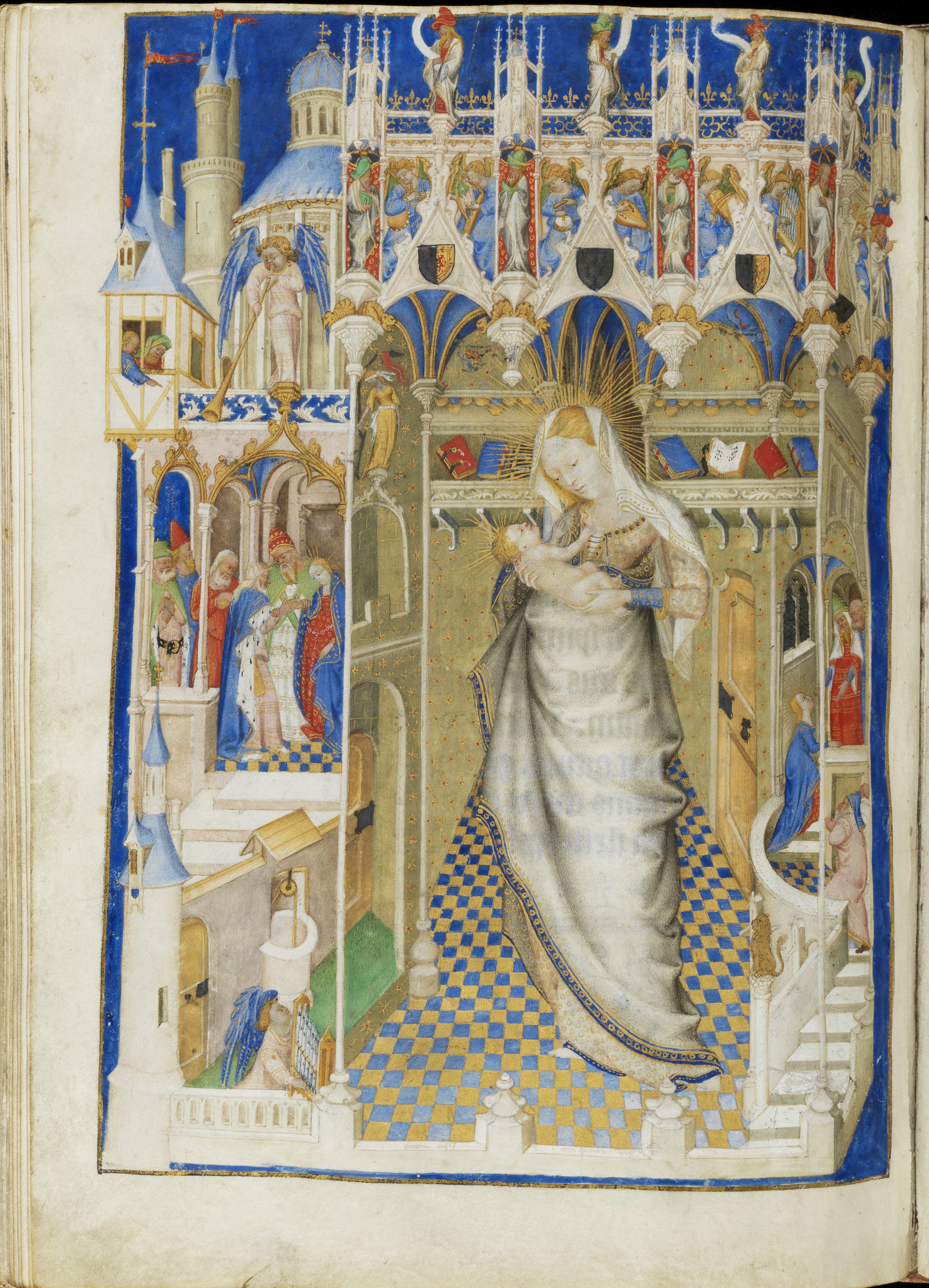
Virgen y el Niño en una iglesia Museo Fitzwilliam

Las Horas de Isabel Estuardo, Duquesa de Bretaña (MS 62) es un Libro de Horas iluminado producido en Angers entre 1417 y 1418 o antes de 1431 (hay dos teorías contrapuestas sobre su encargo), en el taller del Maestro Rohan.aunque hubo contribuciones de otros maestros, incluido el Maestro de Giac y el Maestro de la Virgen. 
El manuscrito sigue la liturgia de las Horas de París y está escrito en latín. Mide 24,8 por 17,8 cm y tiene 234 folios. Está elaborado a base de oro, tinta y temple al huevo.  Fue adquirido por Richard Fitzwilliam en 1808, quien lo legó al Museo Fitzwilliam de Cambridge tras su muerte en 1816.
Fue realizado para Yolanda de Aragón (1380-1442), duquesa de Anjou, pero lleva el nombre de Isabella Estuardo, que fue una de sus primeras propietarias e hizo añadir al libro el escudo de armas de su familia.    Yolanda era conocida por su inteligencia y perspicacia política, y fue mecenas de las artes, encargando hacia 1400-1414 la construcción de la capilla de Juan Bautista en el castillo de Angers. Poseyó en su día el libro de horas " Bellas horas de Jean de France, duque de Berry ", y lo puso a disposición del maestro Rohan mientras trabajaba en este libro, que probablemente estaba destinado a su hija, también llamada Yolanda ( 1412-40), con motivo de su matrimonio con Francisco I, duque de Bretaña.

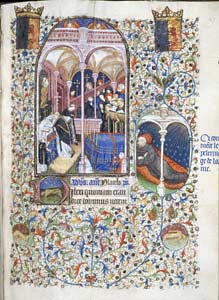
Oficio de los Difuntos
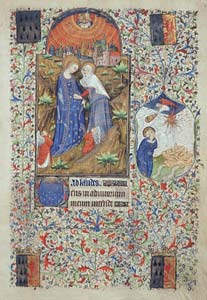
La Visitación
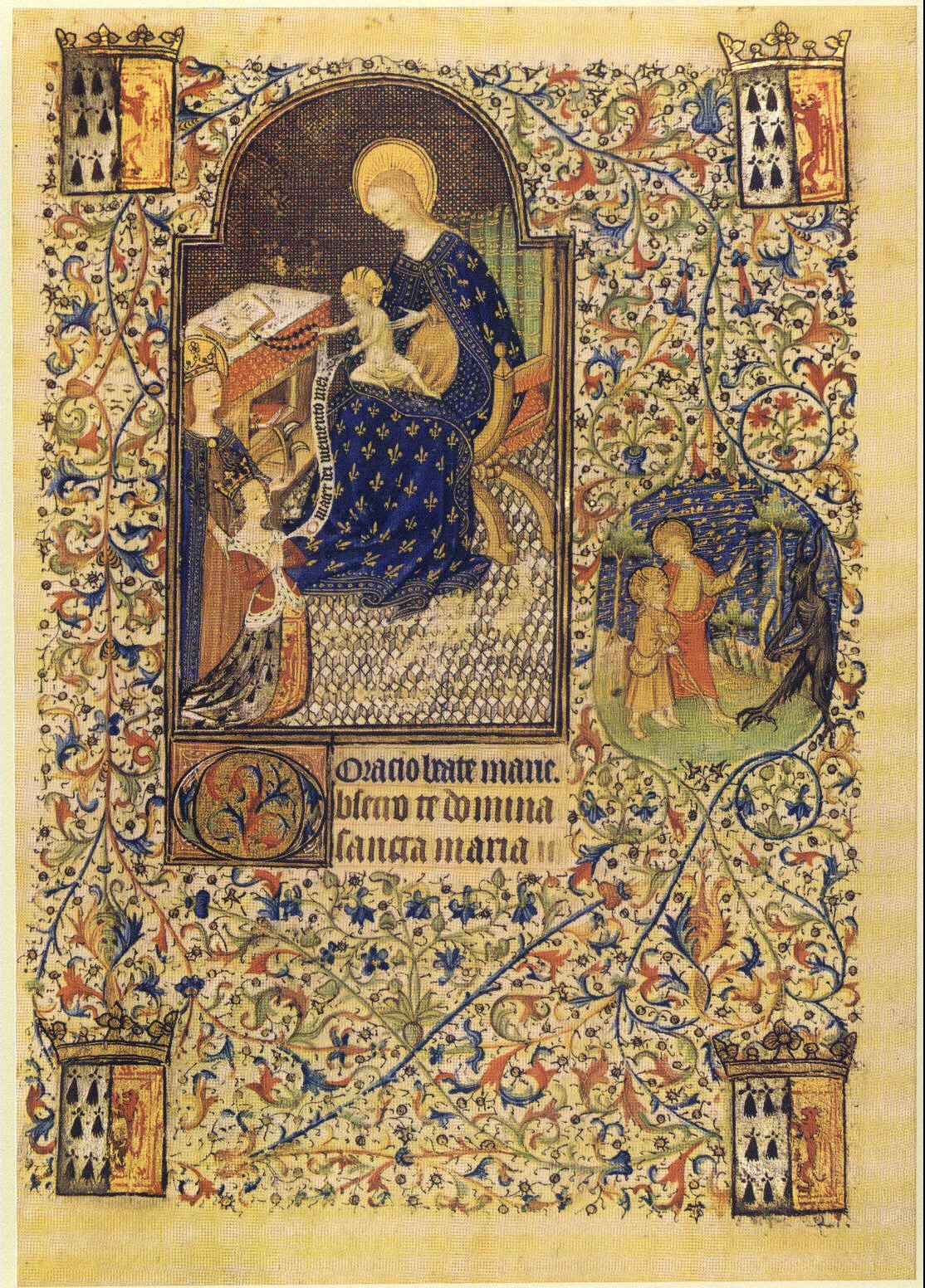
La Virgen y el Niño
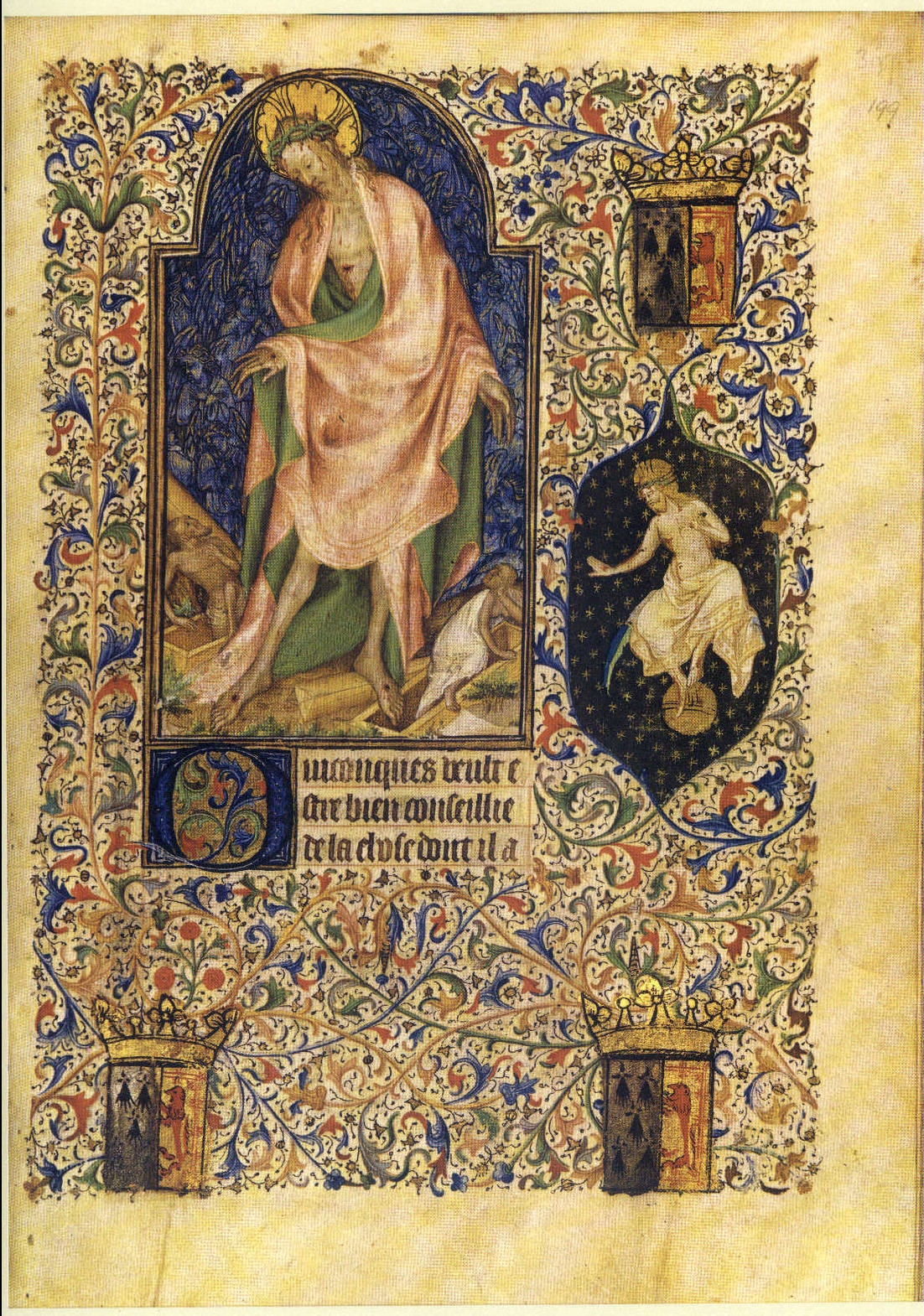
Cristo como Varón de dolores